# Rofanseilbahn

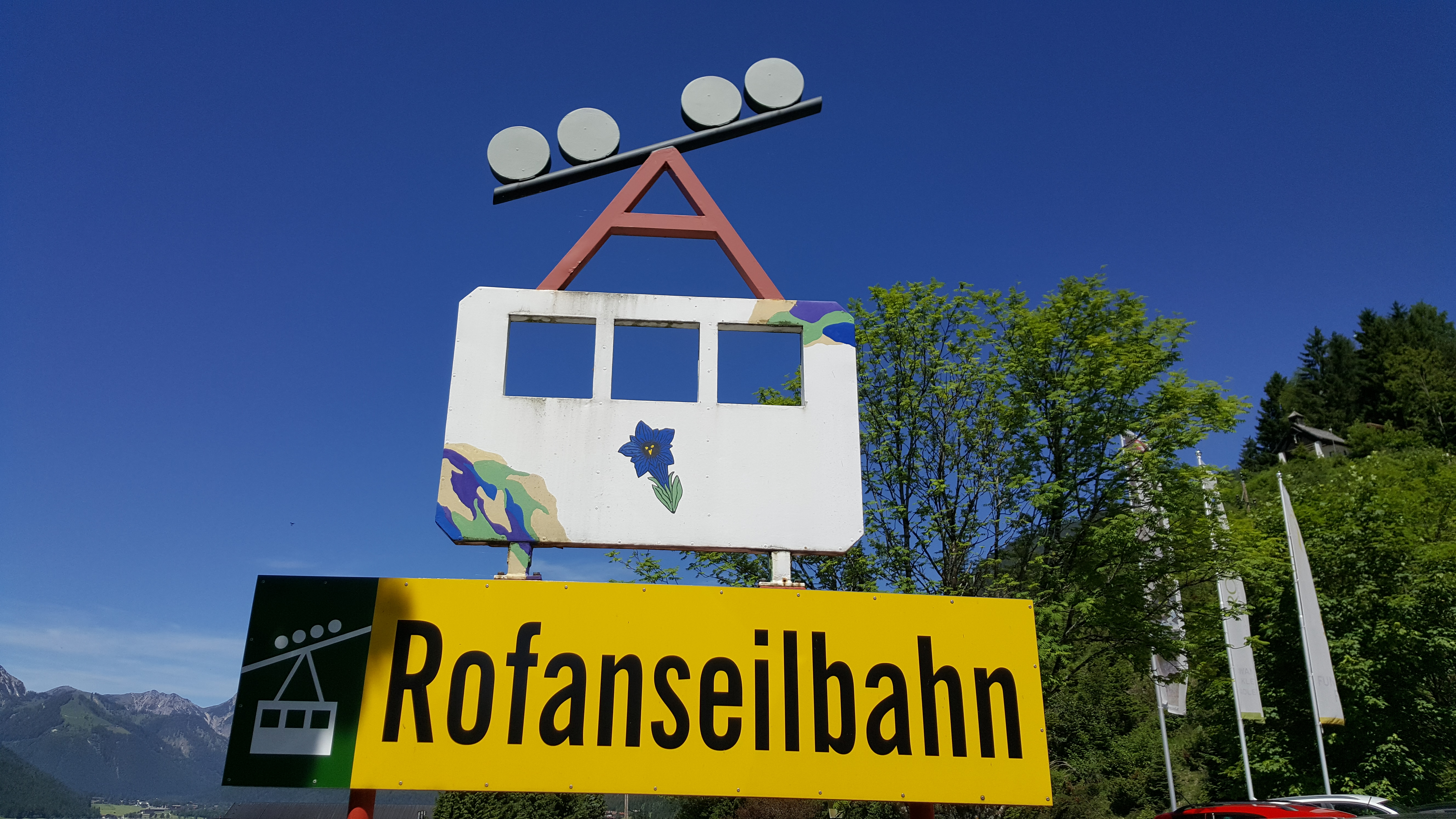
Schild an der Talstation

Die Rofanseilbahn ist eine Luftseilbahn im Rofangebirge bei Maurach am Achensee, Gemeinde Eben am Achensee, Bezirk Schwaz, Tirol, Österreich. Betreiber ist die Rofan Seilbahn AG.
Die am 1. Juli 1959 eröffnete Bahn führt auf ein kleines Plateau unterhalb des Gipfels des Gschöllkopfs. Sie ist 2.230 Meter lang. Der Höhenunterschied beträgt 851 Meter und der höchste Bodenabstand 104 Meter. Die maximale Geschwindigkeit beträgt 12 Meter pro Sekunde (entspricht 43,2 km/h). Die Tragkraft einer Kabine beläuft sich auf 4800 kg (ca. 60 Erwachsene). Pro Stunde können max. 740 Personen befördert werden. Der Durchmesser des Tragseils ist 55 Millimeter und der Durchmesser des Zugseils 28 Millimeter.
Die Seilbahn wurde von der Gesellschaft für Förderanlagen Ernst Heckel (heute PWH Anlagen und Systeme) erbaut. 
An der Bergstation befinden sich unter anderem die Erfurter Hütte, die Mauritzalm, Startplätze für Gleitschirmflieger und ein Startplatz für Drachenflieger.

## Abbildungen

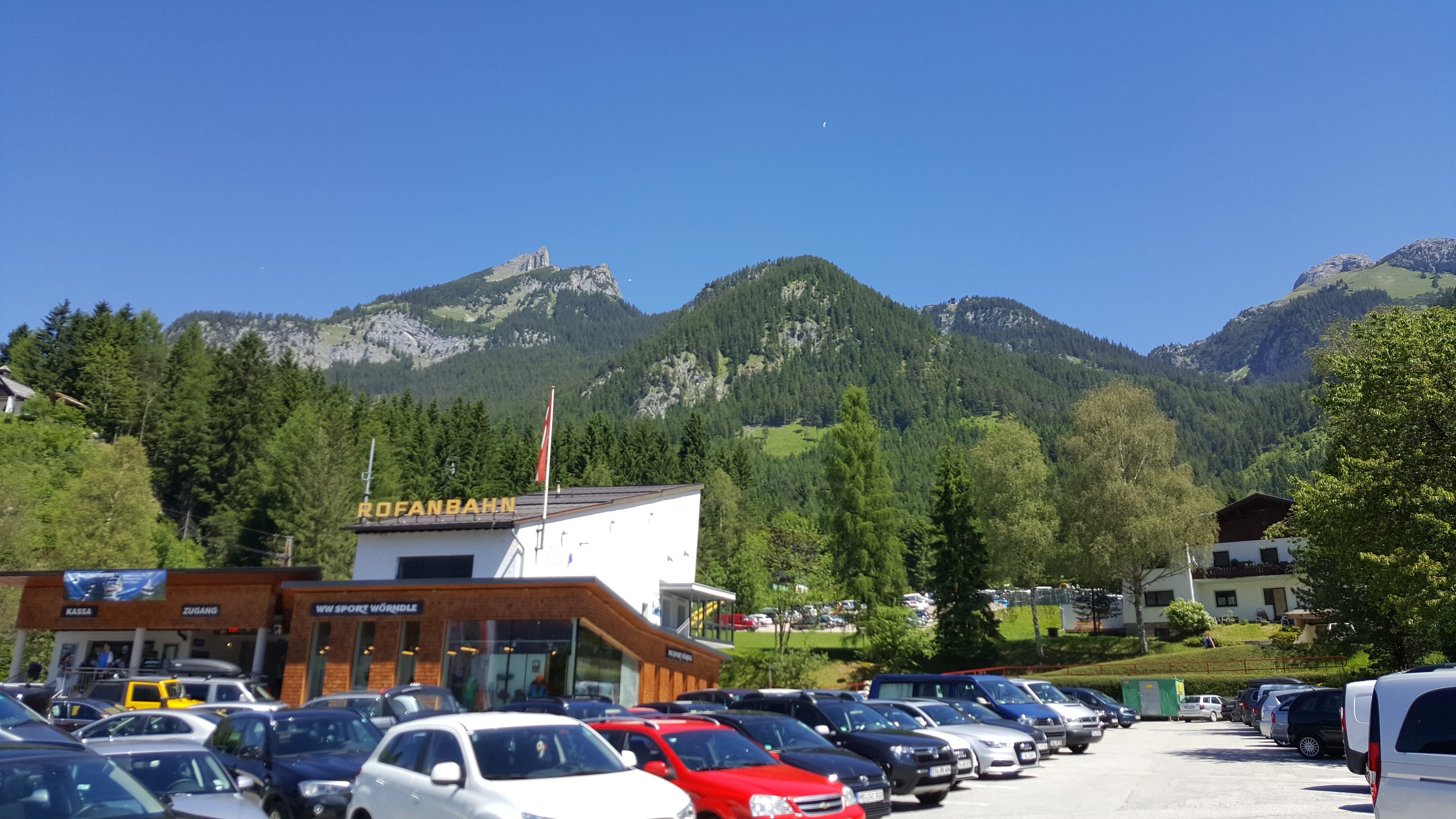
Talstation
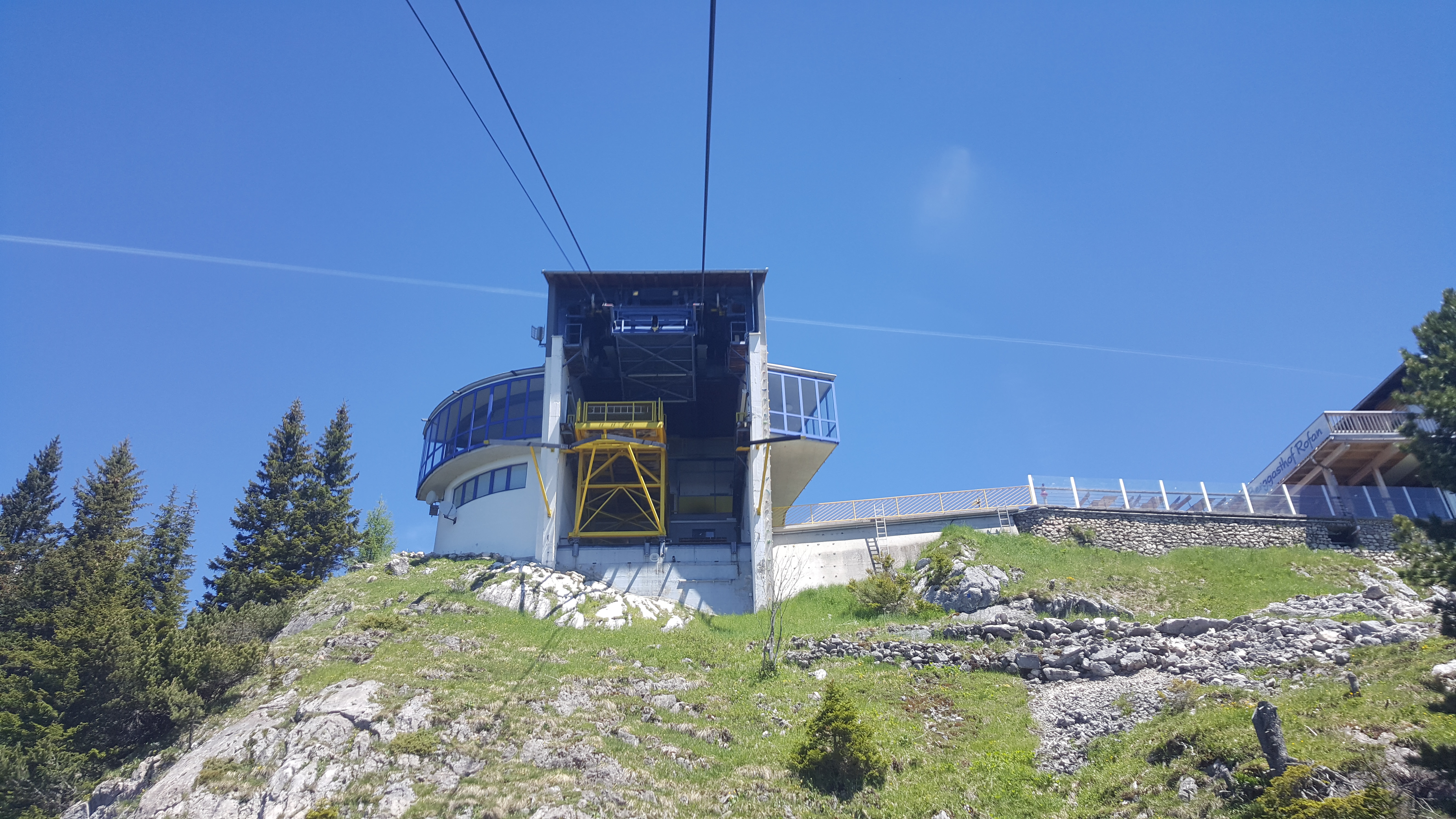
Bergstation (Ansicht talseitig)
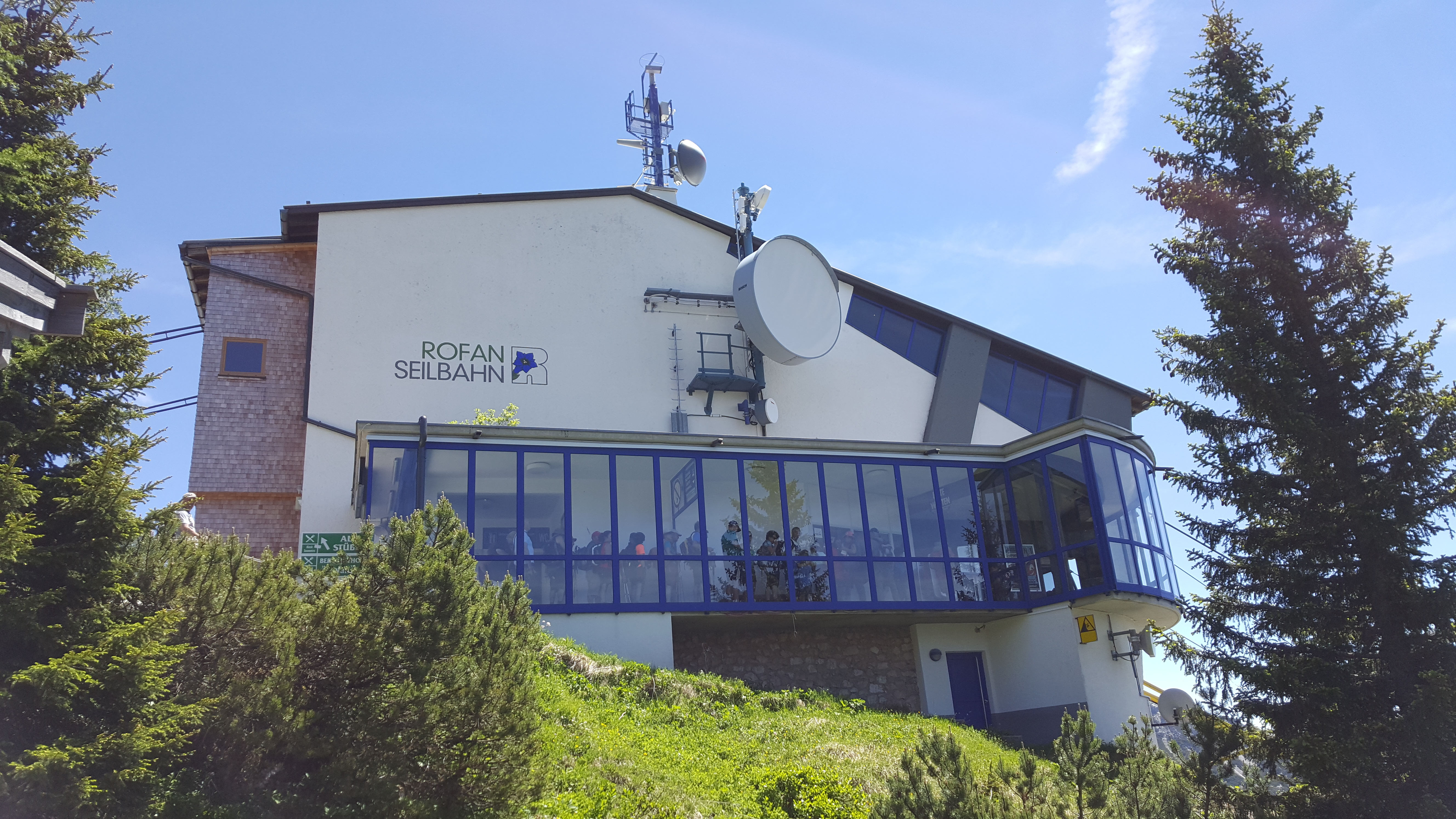
Bergstation
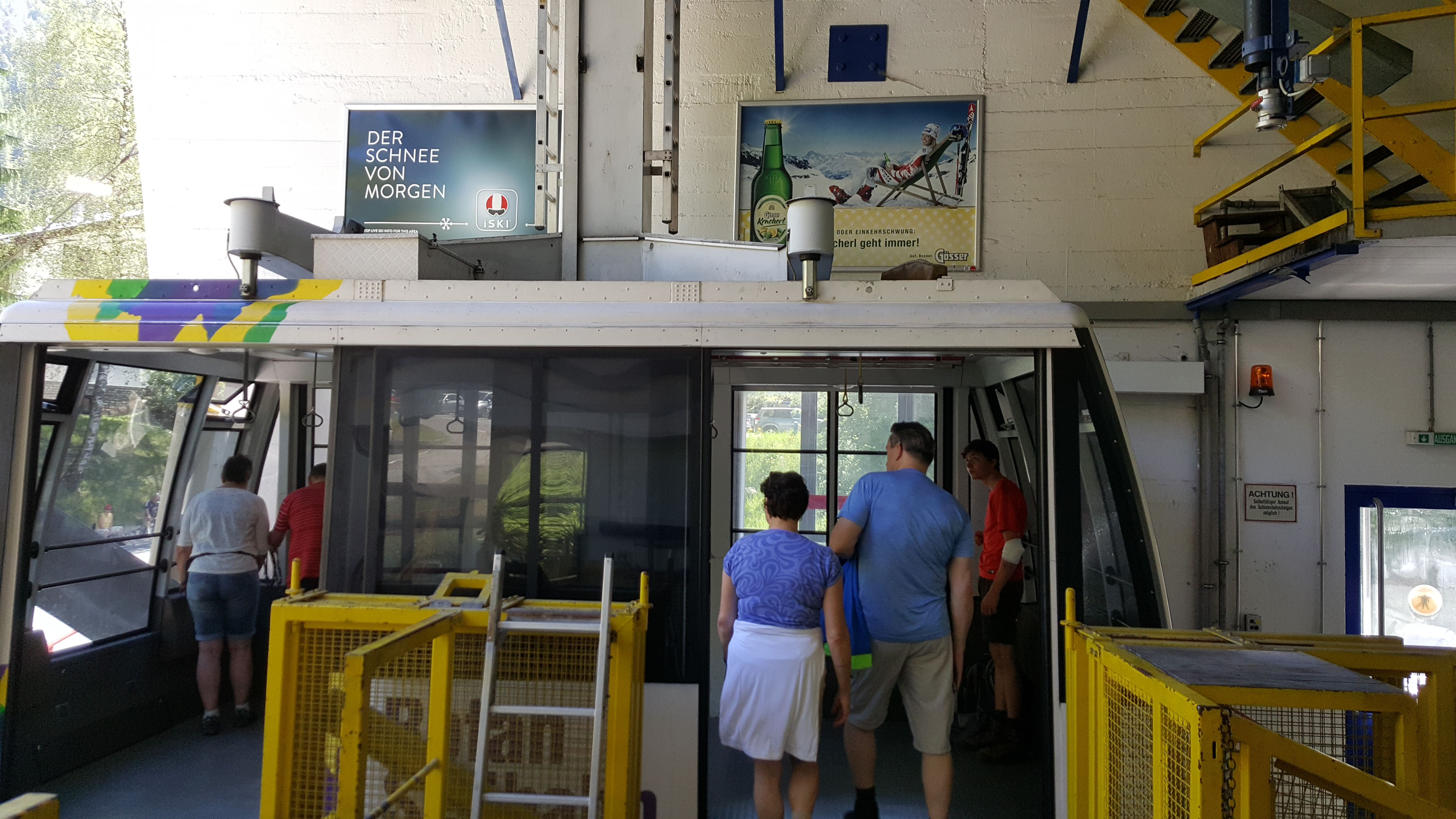
Kabine in der Talstation